# Á Skørðunum
Á Skørðunum – boisko piłkarskie w osadzie Hvalba na Wyspach Owczych. Stadion jest położony około 50 metrów od granicy lądu. W skład stadionu wchodzi jeszcze hala sportowa. Jest to jedyne boisko na Wyspach Owczych, które posiada trawę naturalną. Na co dzień na tym boisku swoje mecze rozgrywa miejscowy Royn, lecz z boiska korzysta też TB oraz FC Suðuroy.